# Хижняк, Виталий Михайлович
Виталий Михайлович Хижняк (укр. Віталій Михайлович Хижняк; 25 октября 1934, село Чуков, Немировский район, Винницкая область — 20 января 2025) — украинский деятель, 1-й секретарь Немировского райкома КПУ, председатель Немировского райисполкома Винницкой области. Народный депутат Украины 1-го созыва (1990—1994).

## Биография
Родился в крестьянской семье.
В 1953—1958 годах — студент Белоцерковского сельскохозяйственного института Киевской области, ветеринарный врач.
В 1958—1960 годах — ветеринарный врач участка. В 1960—1962 годах — директор Клиновской племенной станции Винницкой области.
Член КПСС с 1961 по 1991 год.
В 1962—1970 годах — главный ветеринарный врач Хмельницкого района Винницкой области.
В 1970—1983 годах — заместитель начальника, начальник Хмельницкого районного управления сельского хозяйства; председатель исполнительного комитета Хмельницкой районного совета народных депутатов Винницкой области.
В 1983—1991 годах — 1-й секретарь Немировского районного комитета КПУ Винницкой области.
4.03.1990 года избран народным депутатом Украины, 1-й тур 54,73 % голосов, 3 претендента. Входил в группы «За социальную справедливость», «Рада». Член Комиссии ВР Украины по вопросам агропромышленного комплекса.
В 1991 — апреле 1992 года — председатель Немировского районного совета народных депутатов, председатель исполнительного комитета Немировского районного совета народных депутатов Винницкой области.
Потом — на пенсии.
Умер 20 января 2025 года в возрасте 90 лет.

## Награды
- орден Трудового Красного Знамени
- орден «Знак Почёта»
- медали